# Lea (film 1996)
Lea è un film del 1996 diretto da Ivan Fíla.